# 中國工程與農業機械進出口
中国工程与农业机械进出口總公司，曾是中國機械工業集團有限公司旗下公司，是在1982年成立，主要国际工程总承包、进出口贸易和海内外投资业务，包括水务工程、农业工程、电力工程、工厂建设、交通工程等。
在1997年，和其他相關企業組成中國機械工業集團有限公司，已被國務院批准。直至2001年，由中工國際取代，並在2006年成功深圳證券交易所上市。另外，值得注意是在1986年，當時任洪斌是第一份工作，現時成為中國機械工業集團高層。